# سبيكة
السبيكة (الجمع: سَبِيْكَات، سَبَائِك) أو الأشابة (الجمع: أُشَابَات، أَشَائِب) أو الخليطة اتحاد كلي أو جزيء بين عنصرين كيميائيين أو أكثر مع بعضهما البعض على أن يكون أحدهما فلزا. وتكون السبائك مادة ذات خواص فلزية مختلفة عن العناصر المكونة لها.

## السبائك المعدنية

### صناعة المعادن
ملائمة المواد المعدنية لاستخدامها في تطبيق معين يتوقف على شكل المنتج المطلوب والتكلفة المطلوبة. إن فنيات صناعة المعادن هي طرق تشكيل المعادن والسبائك التي يتم صناعتها أو تشكيلها لتحويلها إلى منتجات مفيدة. إن هذه المعادن سبق أن تم لها عمليات تنقية ومعالجة حرارية حتى تنتج السبائك بالخصائص المرغوب فيها. وتصنيفات الصناعة تشمل أنواع مختلفة من طرق تشكيل المعادن مثل: السباكة واللحام والتشغيل. غالباً واحدة منهم أو أكثر تستعمل قبل عملية البدا بالعمل. والطرق المستخدمة تعتمد على عدة عوامل؛ الأكثر أهمية هو خصائص المعدن والحجم والشكل للمنتج النهائي وبالطبع التكلفة.
وتختلف أنواع الصناعة للمعادن:
| عمليات التشكيل | السباكة     |
| -------------- | ----------- |
| البثق          | الرملية     |
| السحب          | اسطامبة     |
| الحدادة        | المستمرة    |
| الدرفلة        | البلاستيكية |

وتنقسم السبائك المعدنية إلى سبائك تحتوي على نسبة من الحديد وسبائك لا تحتوي على الحديد.
أولا: السبائك التي لا تحتوي على حديد: الحديد والسبائك الأخرى التي تحتوي على حديد تستهلك إلى حد كبير جداً لأن لها نطاق واسع من الخصائص الميكانيكية. ربما تصنع لشيء معين وتكون اقتصادية في إنتاجها. ولكن لها حدود معينة خصوصاً في: 1-الكثافة العالية نسبياً. 2-بالمقارنة درجة توصيلها للكهرباء منخفضة. 3-قابليتها للتآكل في بعض البيئات. الكثير من التطبيقات من الضروري استخدام سبائك أخرى لها خصائص ملائمة مركبة. ونظام السبائك يصنفها على حسب المعدن الرئيسي أو على بعض الخصائص المحددة حيث مجموعة من السبائك تشترك فيها. وهنالك بعض المعادن غير الحديدية مثل: الألمنيوم والنحاس وتيتانيوم والماغنسيوم وسبائكها.